# Маятас (Туркестанская область)
Маятас (каз. Маятас, до 1992 г. — Михайловка) — бывшее село (ныне микрорайон г. Шымкент) в Толебийском районе Туркестанской области Казахстана. Входило в состав Казгуртского сельского округа. Исключено из учётных данных в 2014 г. Находилось примерно в 9 км к северо-западу от центра города Ленгер. Код КАТО — 515849600.

## Население
В 1999 году население села составляло 2349 человек (1170 мужчин и 1179 женщин). По данным переписи 2009 года, в селе проживало 2425 человек (1228 мужчин и 1197 женщин).